# Обыкновенная полёвка
Обыкновенная полёвка (лат. Microtus arvalis) — вид грызунов рода Серых полёвок.

## Внешний вид
Зверёк небольших размеров, длина тела изменчива, 9—14 см. Масса обычно не превышает 45 г. Хвост составляет 30—40 % от длины тела — до 49 мм. Окраска меха на спине может варьировать от светло-бурой до темноватой серо-бурой иногда с примесью коричнево-ржавых тонов. Брюшко обычно светлее: грязно-серое, иногда с желтовато-охристым налётом. Хвост либо одноцветный, либо слабо двухцветный. Наиболее светло окрашены полёвки из средней полосы России. В кариотипе 46 хромосом.

## Распространение
Распространена в биоценозах и агроценозах лесной, лесостепной и степной зон материковой Европы от Атлантического побережья на западе до Монгольского Алтая на востоке. На севере граница ареала проходит по побережью Балтийского моря, южной Финляндии, южной Карелии, Среднему Уралу и Западной Сибири; на юге — по Балканам, побережью Чёрного моря, Крыму и северу Малой Азии, на Кавказе и в Закавказье. Водится также в Северном Казахстане, на юго-востоке Средней Азии, на территории Монголии. Встречается на Корейских островах.

## Образ жизни
На своём обширном ареале полёвка тяготеет преимущественно к полевым и луговым ценозам, а также к сельскохозяйственным землям, огородам, садам, паркам. Сплошных лесных массивов избегает, хотя и встречается на вырубках, полянах и опушках, в редколесьях, в приречных зарослях кустарников, лесополосах. Отдает предпочтение местам с хорошо развитым травяным покровом. В южной части своего ареала тяготеет к более влажным биотопам: пойменным лугам, балкам, речным долинам, хотя встречается и на сухих остепнённых участках, на закреплённых песках за пределами пустынь. В горах поднимается до субальпийских и альпийских лугов на высоте 1800-3000 м над уровнем моря. Избегает территорий, подверженных интенсивной антропогенной нагрузке и трансформации.
В тёплое время активна в основном в сумерках и ночью, зимой активность круглосуточная, но прерывистая. Живёт семейными поселениями, как правило, состоящими из 1—5 родственных самок и их потомства 3—4 поколений. Участки взрослых самцов занимают 1200—1500 м² и охватывают участки нескольких самок. В своих поселениях полёвки роют сложную систему нор и протаптывают сеть тропинок, которые зимой превращаются в подснежные ходы. Зверьки редко покидают тропинки, которые позволяют им быстрее передвигаться и легче ориентироваться. Глубина нор невелика, всего 20—30 см. Зверьки защищают свою территорию от пришлых особей своего и других видов полёвок (вплоть до убийства). В периоды высокой численности на полях зерновых и в других кормовых местах часто образуются колонии из нескольких семей.
Обыкновенную полёвку отличает территориальный консерватизм, но при необходимости во время уборки урожая и вспашки полей она может переселяться в другие биотопы, в том числе в скирды, стога, в овоще- и зернохранилища, иногда в жилые постройки человека. Зимой делает под снегом гнёзда, сплетённые из сухой травы.
Полёвка — типично травоядный грызун, в рацион которого входит широкий набор кормов. Характерна сезонная смена рациона. В тёплое время года отдаёт предпочтение зелёным частям злаков, сложноцветных и бобовых; изредка ест моллюсков, насекомых и их личинок. Зимой обгладывает кору кустарников и деревьев, в том числе ягодных и плодовых; поедает семена и подземные части растений. Делает пищевые запасы, достигающие 3 кг.

### Размножение
Размножается обыкновенная полевка в течение всего тёплого времени года — с марта—апреля по сентябрь—ноябрь. Зимой обычно наступает пауза, но в закрытых местах (стога, скирды, хозяйственные постройки) при наличии достаточного количества корма может продолжать размножаться. За один репродуктивный сезон самка может принести 2—4 выводка, максимум в средней полосе — 7, на юге ареала — до 10. Беременность длится 16—24 дня. В помёте в среднем 5 детёнышей, хотя их число может достигать 15; детёныши весят 1—3,1 г. Молодые полёвки становятся самостоятельными на 20 день жизни. Начинают размножаться на 2 месяце жизни. Иногда молодые самки беременеют уже на 13 день жизни и приносят первый выводок в 33 дня.
Средняя продолжительность жизни всего 4,5 месяца; к октябрю большинство полёвок умирает, молодые последних помётов зимуют и весной вступают в размножение. Полёвки являются одним из основных источников пищи для множества хищников — сов, пустельги, ласки, горностая, хорьков, лисиц, питаться полёвкой могут и кабаны.

## Природоохранный статус
Обыкновенная полёвка — широко распространённый и многочисленный вид, который легко приспосабливается к хозяйственной деятельности человека и преобразованию природных ландшафтов. Численность, как и у многих плодовитых животных, сильно колеблется по сезонам и годам. Характерны вспышки численности, сменяющиеся длительными депрессиями. В целом, колебания выглядят как 3- или 5-летний цикл. В годы наибольшей численности плотность популяций может достигать 2000 особей на га, в годы депрессий падая до 100 особей на га.
Является одним из наиболее серьёзных вредителей сельского хозяйства, огородничества и садоводства, особенно в годы массового размножения. Вредит зерновым и прочим культурам на корню и в скирдах, обгрызает кору плодовых деревьев и кустарников. Является основным природным носителем возбудителей чумы в Закавказье, а также возбудителей туляремии, лептоспироза, сальмонеллёзов, токсоплазмоза и других опасных для человека заболеваний.